# Список голів центрального податкового органу України
Список персон, які керували податковою адміністрацією України.

## Начальники Головної державної податкової інспекції України
| № | Час повноважень             | Портрет | Ім'я                      |
| 1 | 1990 — 1993                 |         | Тентюк Віктор Петрович    |
| 2 | серпень 1993 — грудень 1996 |         | Ільїн Віталій Никифорович |

## ГоловиДержавної податкової адміністрації України
| № | Час повноважень                   | Портрет            | Ім'я                          |
| 1 | 1 жовтня 1996 — 26 листопада 2002 |                    | Азаров Микола Янович          |
| 2 | 6 грудня 2002 — 11 червня 2004    |                    | Кравченко Юрій Федорович      |
| 3 | 11 червня 2004 — 3 березня 2005   |                    | Ярошенко Федір Олексійович    |
| 4 | 3 березня 2005 — 10 серпня 2006   |                    | Кірєєв Олександр Іванович     |
| 5 | 10 серпня 2006 — 24 грудня 2007   |                    | Брезвін Анатолій Іванович     |
| 6 | 24 грудня 2007 — 17 березня 2010  |                    | Буряк Сергій Васильович       |
| 7 | 24 березня 2010 — 25 грудня 2010  |                    | Папаїка Олександр Олексійович |
| 8 | 25 грудня 2010 — 7 листопада 2011 | Віталій Захарченко | Захарченко Віталій Юрійович   |

## ГоловиДержавної податкової служби України
| № | Час повноважень                   | Портрет            | Ім'я                          |
| 1 | 7 листопада 2011 — 24 грудня 2012 | Олександр Клименко | Клименко Олександр Вікторович |

## ГоловиМіністерства доходів і зборів України
| № | Час повноважень | Портрет            | Ім'я                          |
| 1 | 24 грудня 2012  | Олександр Клименко | Клименко Олександр Вікторович |

## ГоловиДержавної фіскальної служби України
| № | Час повноважень                                              | Портрет       | Ім'я                     |
| 1 | з 1 березня 2014 по 23 березня 2015                          | Ігор Білоус   | Білоус Ігор              |
| 2 | з 5 травня 2015 по 3 березня 2017 (Звільнений 31 січня 2018) | Роман Насіров | Насіров Роман Михайлович |

## ГоловиДержавної податкової служби України
| № | Час повноважень | Портрет         | Ім'я                        |
| 1 | з 8 травня 2019 | Верланов Сергій | Верланов Сергій Олексійович |